# Vorpommern-Rügen
Vorpommern-Rügen là một huyện (Landkreis) ở phía Bắc bang Mecklenburg-Vorpommern, Đức. Các địa phương lân cận theo chiều kim đồng hồ gồm biển Baltic và các huyện Vorpommern-Greifswald, Mecklenburgische Seenplatte và Rostock (huyện). Thành phố Stralsund được đặt làm thủ phủ của huyện.

## Xã và thị trấn

Constituent Ämter of Vorpommern-Rügen

| Amt-free towns                                          | Amt-free municipalities        |
| ------------------------------------------------------- | ------------------------------ |
| 1. Grimmen 2. Marlow 3. Putbus 4. Sassnitz 5. Stralsund | 1. Binz 2. Süderholz 3. Zingst |

| Ämter | Ämter | Ämter | Ämter |
| --- | --- | --- | --- |
| - 1. Altenpleen 1. Altenpleen1 2. Groß Mohrdorf 3. Klausdorf 4. Kramerhof 5. Preetz 6. Prohn - 2. Barth 1. Barth1, 2 2. Divitz-Spoldershagen 3. Fuhlendorf 4. Karnin 5. Kenz-Küstrow 6. Löbnitz 7. Lüdershagen 8. Pruchten 9. Saal 10. Trinwillershagen - 3. Bergen auf Rügen 1. Bergen auf Rügen1, 2 2. Buschvitz 3. Garz/Rügen2 4. Gustow 5. Lietzow 6. Parchtitz 7. Patzig 8. Poseritz 9. Ralswiek 10. Rappin 11. Sehlen | - 4. Darß/Fischland 1. Ahrenshoop 2. Born1 3. Dierhagen 4. Prerow 5. Wieck am Darß 6. Wustrow - 5. Franzburg-Richtenberg 1. Franzburg1, 2 2. Glewitz 3. Gremersdorf-Buchholz 4. Millienhagen-Oebelitz 5. Papenhagen 6. Richtenberg2 7. Splietsdorf 8. Velgast 9. Weitenhagen 10. Wendisch Baggendorf - 6. Miltzow 1. Elmenhorst 2. Sundhagen1 3. Wittenhagen | - 7. Mönchgut-Granitz 1. Baabe1 2. Gager 3. Göhren 4. Lancken-Granitz 5. Middelhagen 6. Sellin 7. Thiessow 8. Zirkow - 8. Niepars 1. Groß Kordshagen 2. Jakobsdorf 3. Kummerow 4. Lüssow 5. Neu Bartelshagen 6. Niepars1 7. Pantelitz 8. Steinhagen 9. Wendorf 10. Zarrendorf - 9. Nord-Rügen 1. Altenkirchen 2. Breege 3. Dranske 4. Glowe 5. Lohme 6. Putgarten 7. Sagard1 8. Wiek | - 10. Recknitz-Trebeltal 1. Bad Sülze2 2. Dettmannsdorf 3. Deyelsdorf 4. Drechow 5. Eixen 6. Grammendorf 7. Gransebieth 8. Hugoldsdorf 9. Lindholz 10. Tribsees1, 2 - 11. Ribnitz-Damgarten 1. Ahrenshagen-Daskow 2. Ribnitz-Damgarten1, 2 3. Schlemmin 4. Semlow - 12. West-Rügen 1. Altefähr 2. Dreschvitz 3. Gingst 4. Insel Hiddensee 5. Kluis 6. Neuenkirchen 7. Rambin 8. Samtens1 9. Schaprode 10. Trent 11. Ummanz |
| 1seat of the Amt; 2town | | | |